# Debilos soror
Debilos soror là một loài tò vò trong họ Ichneumonidae.